# Aleksandër Xhuvani
Aleksandër Xhuvani (ur. 14 marca 1888 w Elbasanie, Imperium Osmańskie, zm. 22 listopada 1961 w Tiranie) – albański językoznawca i pedagog.

## Życiorys
Był synem duchownego prawosławnego Janiego Xhuvani. Po ukończeniu szkoły greckojęzycznej w 1902 rozpoczął studia filologiczne na uniwersytecie ateńskim, które ukończył w 1906. W sierpniu 1906 wyjechał do Neapolu, gdzie spotkał się z grupą Arboreszy, związanych z albańskim ruchem narodowym. Dzięki ich wstawiennictwu objął posadę nauczyciela w Kolegium Św. Adriana w San Demetrio Corone (Kalabria). W 1909 powrócił do rodzinnego Elbasanu, gdzie pracował jako nauczyciel w albańskojęzycznej szkole dla nauczycieli (Shkolla Normale). W 1910 został zmuszony przez władze osmańskie do opuszczenia ziem albańskich. Wyjechał do Kairu, gdzie pracował jako dziennikarz. 
W 1916 powrócił do Albanii, gdzie zajmował się opracowaniem podręczników do języka albańskiego. W 1918 stanął na czele towarzystwa kulturalnego “Qarku letrar i Elbasanit”.
W latach 1920-1922 i 1929-1933 pracował w albańskim ministerstwie edukacji, zajmując się organizacją szkolnictwa. W 1921 przez krótki czas kierował resortem edukacji. W latach 1922–1929 kierował szkołą pedagogiczną w Elbasanie. W 1933 powrócił do Elbasanu, gdzie pracował jako nauczyciel.
Do pracy w ministerstwie edukacji powrócił w 1945, kiedy na zaproszenie ówczesnego ministra Kostaqa Cipo zajął się przygotowaniem podręczników do nauki języka albańskiego. W latach 1947–1953 już jako profesor kierował sekcją języka i literatury w Instytucie Nauk (późniejszym Uniwersytecie Tirańskim). 
W swoim dorobku ma szereg tekstów dotyczących standaryzacji języka albańskiego, a także podręczników i słowników językowych. Całość dorobku Xhuvaniego, zebranego w osiem tomów opublikowano w 1980.

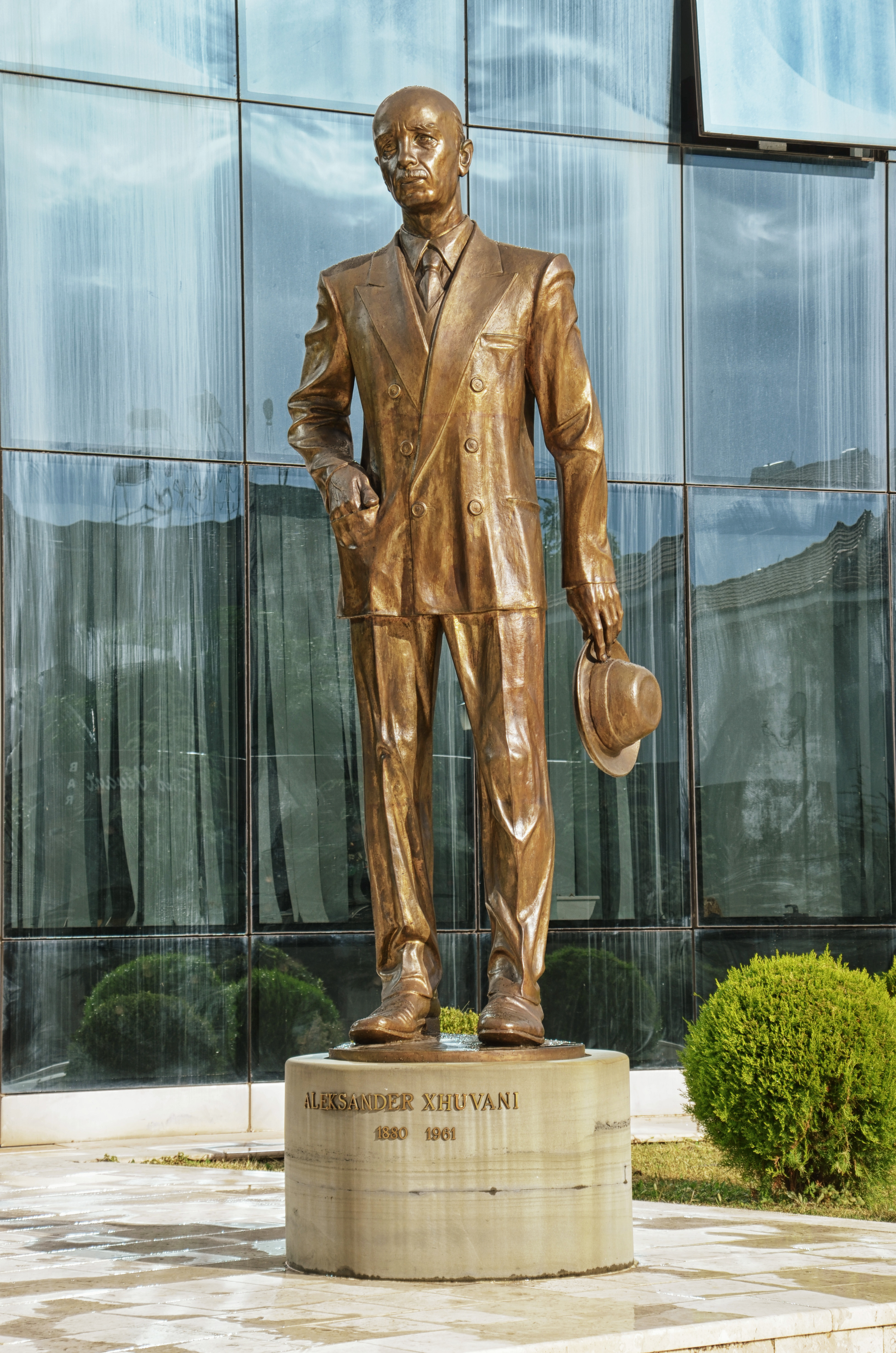
Pomnik Xhuvaniego w Elbasanie

Był komandorem Orderu Skanderbega. Imię Aleksandra Xhuvaniego nosi uniwersytet w Elbasanie, a także ulice w Prisztinie i w Prizrenie. Córka Xhuvaniego, Semiramis (1925-1985) wyszła za mąż za Ramiza Alię.

## Dzieła
- 1954: Fjalor e gjuhës shqipe (Słownik języka albańskiego)
- 1956: Për pastertinë e gjuhës shqipe (O czystość języka albańskiego).
- 1980: Vepra (Dzieła)